# ジアセトンアクリルアミド
ジアセトンアクリルアミド（英: Diacetone Acrylamide）は、化学式C9H15NO2で表されるアミドの一種で、DAAMと略記される。産業的にはダイアセトンアクリルアミドとも表記される。

## 性質
アクリル酸エステルに似た共重合性を示し、各種の共重合体が容易に得られる。アジピン酸ジヒドラジド（ADH）との反応では、脱水反応とともADHの両末端にDAAMのケトン性カルボニル基が結合し、常温下で自己架橋する。この方法により、耐溶剤性などポリウレタンの物性が向上する。DAAMのポリマーであるポリジアセトンアクリルアミドは、高い吸水性能を有する。

## 用途
塗料や接着剤、感光性樹脂、繊維処理剤、ヘアスプレー、各種コーティング剤の原料となる。